# مرا به کلیسا ببر
«مرا به کلیسا ببر» (انگلیسی: Take Me to Church) ترانه‌ای از هوزیر، خواننده-ترانه‌سرای ایرلندی است. این ترانه به عنوان نخستین تک‌آهنگ خواننده در ۱۳ سپتامبر ۲۰۱۳ در آلبوم چندآهنگه قرار داشت و پس از آن در سال ۲۰۱۴ به عنوان قطعهٔ نخست آلبومش با عنوان هوزیر (۲۰۱۴) گنجانده شد. هوزیر این ترانه را در اتاق زیر شیروانی خانه والدینش در بری، ایرلند نوشت و ضبط کرد.
«مرا به کلیسا ببر» یک قطعهٔ مید-تمپو سول است که در متن آن از اصطلاحات مذهبی برای توصیف یک رابطهٔ عاشقانه استفاده می‌شود. هوزیر در این قطعه معشوق خود را با دین مقایسه می‌کند. این قطعه یک آهنگ ضد دین در قالب مذهب رسمی است اما به گفتهٔ هوزیر در مورد مسیحیت باپتیست یا انجیلی نیست بلکه بیشتر به کلیسای کاتولیک اشاره دارد. اصطلاح «مرگ بی‌مرگ» در متن ترانه اشاره به وعدهٔ زندگی جاویدان دارد. به عقیدهٔ هوزیر در کلیسا به مردم قول می‌دهند بعد از مرگ‌شان به بهشت بروند، اما این وعده فقط هنگامی محقق می‌شود که زمانی از زندگی فعلی خود را صرف کنند (تا در انتهایش چیزی در یک زندگی دیگر به‌شان بدهند) و به‌نظر او این یک معاملهٔ ناجوانمردانه است.
موزیک ویدئوی سیاه و سفید «مرا به کلیسا ببر» به موضوع خشونت علیه افراد ال جی بی تی می‌پردازد.
این ترانه پس از انتشار به سرعت وایرال شد و محبوبیت جهانی گسترده‌ای کسب کرد؛ در جایگاه نخست ۱۲ جدول فروش موسیقی قرار گرفت و در ۲۱ منطقه دیگر به ۱۰ جایگاه برتر جدول رسید. این ترانه همچنین مورد استقبال منتقدان قرار گرفت. با کمک پلت‌فرم‌های موسیقی شزم و اسپاتیفای برای تبدیل شدن به یک راک رادیویی در ایالات متحده، این ترانه ۲۳ هفته متوالی را در بالای جدول ترانه‌های داغ راک گذراند، و با «رادیواکتیو» از ایمجین درگنز به عنوان طولانی‌ترین شماره یک تاریخچه جدول (در آن زمان) برابری کرد «مرا به کلیسا ببر» بعداً وارد ۱۰۰ تک‌آهنگ داغ بیلبورد شد و در دسامبر ۲۰۱۴ در جایگاه دوم قرار گرفت. این ترانه در پنجاه و هفتمین مراسم جایزه گرمی نامزد دریافت دریافت جایزه گرمی ترانه سال شد و پنج بار گواهی‌نامه پلاتینی در ایالات متحده دریافت کرد.

## یادداشت
1. ↑  deathless death